# Halecania australis
Halecania australis är en lavart som beskrevs av Helge Thorsten Lumbsch. 
Halecania australis ingår i släktet Halecania och familjen Catillariaceae. Inga underarter finns listade i Catalogue of Life.